# Sclerodontium pallidum
Sclerodontium pallidum är en bladmossart som beskrevs av Schwaegrichen 1823. Sclerodontium pallidum ingår i släktet Sclerodontium och familjen Dicranaceae. Inga underarter finns listade i Catalogue of Life.